# Рождённая вчера (фильм)
«Рождённая вчера» (англ. Born Yesterday) — кинофильм режиссёра Джорджа Кьюкора, вышедший на экраны в 1950 году. Экранизация пьесы Гарсона Кэнина, в главных ролях снялись Джуди Холлидей и Уильям Холден. Фильм получил премии «Оскар» и «Золотой глобус».
В 1993 году в США снят римейк с тем же названием, «Born Yesterday» (в российском прокате «Уроки любви»).

## Сюжет
Миллионер Гарри Брок, грубоватый тип, не отличающийся изысканными манерами, прибывает в Вашингтон. Гарри собирается подкупить несколько политиков, что необходимо для его бизнеса. Кроме того, Гарри привёз в столицу свою любовницу Билли Даун. Девушка под стать ему — довольно приземлённое создание, и Гарри хочет нанять репетитора, который бы обучил её манерам и пристойному поведению в обществе.
Журналист Пол Веррол начинает заниматься с Билли, и очень скоро она добивается большого прогресса. У красавицы блондинки обнаруживается недюжинный ум и деловая хватка. Билли и Пол начинают питать чувства друг к другу. Тем временем Гарри легкомысленно переписал крупную часть своего состояния на Билли с тем, чтобы укрыться от налогов. У любовников возникает план как суметь выйти из под влияния магната и стать свободными.

## В ролях
- Джуди Холлидей — Эмма «Билли» Даун
- Бродерик Кроуфорд — Гарри Брок
- Уильям Холден — Пол Веролл
- Говард Сент-Джон — Джим Девери
- Фрэнк Отто — Эдди
- Ларри Оливер — конгрессмен Норвал Хеджес
- Барбара Браун — миссис Хеджес
- Грэндон Роудс — Сэнборн
- Клер Карлтон — Хелен

## Премии и номинации
- 1951 — Премия «Оскар» за лучшую женскую роль (Джуди Холидей), а также 4 номинации: лучший фильм, лучшая режиссура (Джордж Кьюкор), лучший адаптированный сценарий (Альберт Манхаймер), лучший дизайн костюмов (Жан Луи).
- 1951 — Премия «Золотой глобус» за лучшую женскую роль — комедия или мюзикл (Джуди Холидей), а также 3 номинации: лучший фильм — драма, лучшая актриса в драматическом фильме (Джуди Холидей), лучший режиссёр (Джордж Кьюкор).
- 1951 — участие в конкурсном показе Венецианского кинофестиваля.
- 1951 — номинация на премию Гильдии сценаристов США за лучшую американскую комедию (Альберт Манхаймер).

## Интересные факты
- В своё время выход фильма на экраны вызвал определённые противоречия: в адрес создателей картины раздавались обвинения в симпатии к коммунистам. Это было связано с тем, что в разгар холодной войны и антикоммунизма даже небольшая критика американского правительства и намёк на то, что американские политики могут быть коррумпированы, вызывали подозрение. Дошло до того, что ФБР начало расследование в отношении Джуди Холлидей, однако вскоре прекратило дело, о чём директор бюро Эдгар Гувер лично уведомил главу студии Гарри Кона[1].